# Daytona International Speedway

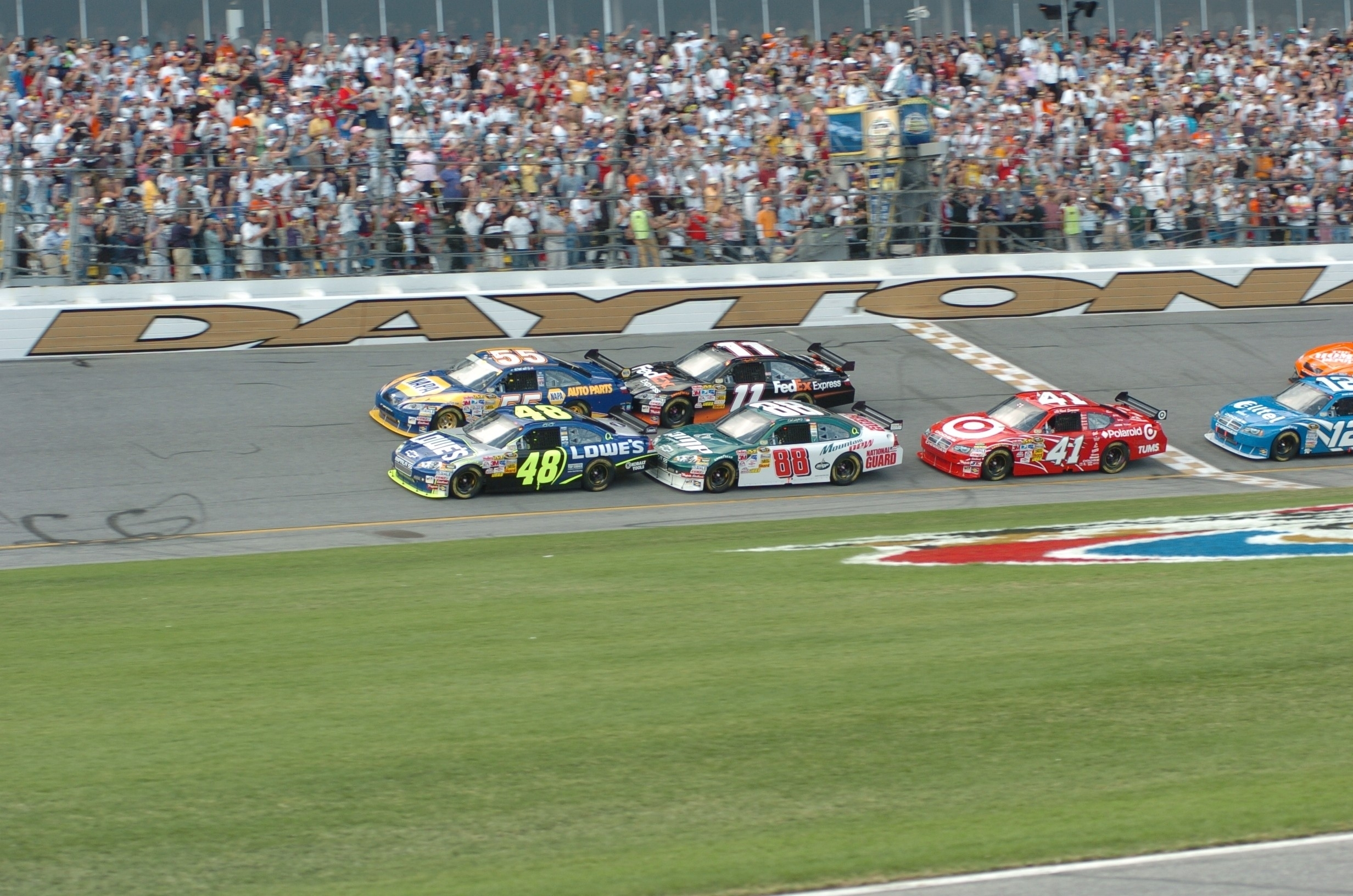
Daytona International Speedway.

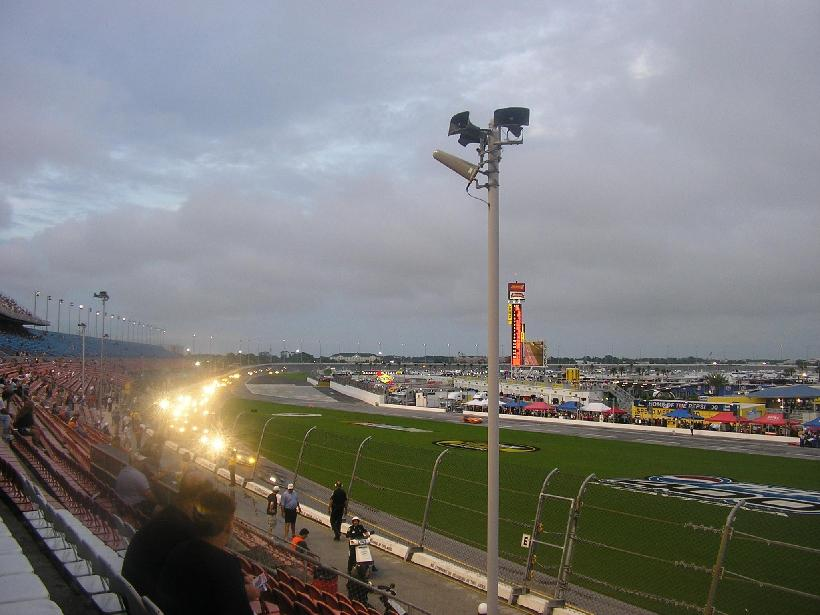
Daytona International Speedway.

De Daytona International Speedway is een racecircuit gelegen in Daytona Beach, Florida. Het is een ovaal circuit dat in 1959 in gebruik werd genomen en heeft net zoals de Indianapolis Motor Speedway een wegcircuit waar een deel van het ovale circuit wordt gebruikt in combinatie met een parcours dat gelegen is binnen het ovaal. Het ovaal circuit is 2,5 mijl (4 km) in lengte.
De Daytona 500, de meest prestigieuze race uit het NASCAR Sprint Cup kampioenschap, wordt sinds 1959 ieder jaar in februari op het ovaal circuit gehouden. Op het wegcircuit wordt ieder jaar de 24 uur van Daytona gereden, een van de belangrijkste uithoudingsraces voor sportwagens. Deze race maakt deel uit van de Rolex Sports Car Series. De Belgische coureurs Jacky Ickx (1972), Thierry Boutsen (1985) en Didier Theys (1998 en 2002) wonnen de uithoudingsrace op dit circuit.
Er zijn nooit Champ Car of Indy Racing League wedstrijden op het circuit gehouden. In 2006 hielden enkele IndyCar teams testsessies op het circuit.
Op het circuit wordt jaarlijks de Daytona 200 verreden, een belangrijke race met racemotoren. Vroeger stond deze race hoog in aanzien en deden er veel internationale vedetten aan mee, tegenwoordig is het een race met vooral Amerikaanse coureurs.
Op het circuit lieten vierendertig coureurs of baancommissarissen het leven, onder wie zevenvoudig Nascar kampioen Dale Earnhardt, die verongelukte tijdens de Daytona 500 van 2001.